# عمرو سمير عاطف
عمرو سمير عاطف (مواليد 27 نوفمبر 1971)، كاتب مصري. تخرج من كلية الآداب شعبة اللغة الإنجليزية، ثم درس المسرح وحصل على دبلومة في الأدب المسرحي من جامعة القاهرة، وبعد ذلك توجه لكتابة لمسلسلات الأطفال ولعل أشهرها مسلسل بكار وفي عام 2006 اتجه للكتابة الكوميدية للكبار وشارك في تأليف العديد من المسلسلات مثل تامر وشوقية وراجل وست ستات والعيادة، كما يعد أول من أدخل كتابة السيت كوم بالشكل الأكاديمي الصحيح في مصر. حاز جائزة الدولة التشجيعية في 1998، ويعد أصغر من يحصل على هذه الجائزة.

## أعماله

### مسلسلات كارتون
- عائلة أستاذ أمين

### مسلسلات أطفال
- السندباد وحبظلم في متاهة الزمن عام 1998.
- بكار والذي عرض في 9 أجزاء على تسع سنوات متتالية (1998 - 2006).
- مسلسل مغامرات السندباد البحري من إخراج د.منى أبو النصر .
- مشاركة كتابية في مسلسل عالم سمسم عام 2002.

### أعماله السينمائية
- سيناريو فيلم ولاد العم
- فكرة وسيناريو فيلم الجيل الرابع
- سيناريو فيلم بني آدم

### أعماله التلفزيونية

#### ست كوم
- تامر وشوقية
- راجل وست ستات
- العيادة
- جوز ماما

#### مسلسلات
- بعد البداية
- الصياد
- رقم مجهول
- لعبة إبليس
- شهادة ميلاد
- كفر دلهاب
- النهاية